# Szarejki (powiat olecki)
Szarejki (niem. Schareyken, Schareiken) – wieś w Polsce położona w województwie warmińsko-mazurskim, w powiecie oleckim, w gminie Kowale Oleckie.
W latach 1975–1998 miejscowość należała administracyjnie do województwa suwalskiego.

## Historia
Wieś założona na 40 włókach boru na prawie magdeburskim w 1566 przez Wawrzyńca Rulentza (lub według innych źródeł przez Wawrzyńca Rubentsa von Schareyko, czyli Wawrzyńca Szarejko lub Wawrzyńca z Szarejk). Możliwe, ze zasadźca pochodził z Szarejk koło Ełku. Parafia powstała około 1581 roku i przez długie lata zamieszkiwana była przez ludność polskiego pochodzenia. W latach 1832–1846 proboszczem w Szarejkach był Karol Ferdynand Marcus, sprzeciwiający się nauczaniu dzieci mazurskich w języku niemieckim. Według danych z 1864 r. w parafii mieszkały cztery tysiące „przeważnie polskich parafian”, a od pastora – mimo że w roku 1912 doliczono się tylko 400 Mazurów na 4324 parafian – wymagano znajomości „języka mazurskiego”.
Zniszczenia z wojny polsko-szwedzkiej, a w szczególności najazd Tatarów hetmana Gosiewskiego, spowodował, że w roku 1683 miejscowi chłopi odrabiali szarwark także w majątku w Sedrankach.
W latach międzywojennych w Szarejkach czynny był urząd pocztowy i dwuklasowa szkoła. Wieś liczyła w tym czasie 264 mieszkańców.

## Zabytki
We wsi znajduje się kościół parafialny pw. Matki Boskiej Różańcowej, wzniesiony w latach 1718–1719, przebudowany w 1772. Jest to trójbocznie zamknięta budowla salowa z zakrystią na osi wschodniej, kruchtą od południa i masywną wieżą od zachodu. Ołtarz wykonał, które były dziełem rzeźbiarza Fryderyka Pfeffera (Friedrich Pfeffer) z Królewca z 1720. Ołtarz klasycystyczny, wyposażenie wnętrza barokowe.